# Leonora (ópera)
Leonora, ossia L’amore coniugale (Leonora o El amor conyugal) es una ópera (específicamente un dramma semiserio) en dos actos con música del compositor italiano Ferdinando Paër y libreto de Giovanni Schmidt, basado en Léonore ou L’Amour conjugal (1794) de Jean-Nicolas Bouilly, que también fue la fuente del Fidelio de Beethoven. El propio Beethoven era propietario de una partitura de la ópera de Paër y se cree que tuvo cierta influencia en su trabajo. Leonora se estrenó en el Kleines Kurfürstliches Theater, de Dresde el 3 de octubre de 1804 con la esposa del compositor cantando el rol titular. 

## Personajes
| Personaje    | Tesitura | Reparto del estreno, 3 de octubre de 1804 |
| ------------ | -------- | ----------------------------------------- |
| Leonora      | soprano  | Francesca Riccardi-Paer                   |
| Marcellina   | soprano  | Charlotte Häser                           |
| Florestano   | tenor    |                                           |
| Don Fernando | tenor    |                                           |
| Don Pizarro  | tenor    |                                           |
| Rocco        | bajo     |                                           |
| Giacchino    | bajo     |                                           |

## Sinopsis
Leonora se disfraza de hombre para infiltrarse en prisión donde su esposo, Florestano, es retenido por su enemigo, Don Pizarro. Engaña al carcelero Rocco para que le de un trabajo. Cuando Don Pizarro oye la inminente llegada del gobernador, Don Fernando, ordena a Rocco que ejecute a Florestano. Leonora acompaña a Rocco a la celda subterránea donde Florestano es retenido cuando amenaza al carcelero con una pistola hasta que llega Don Fernando y Florestano es liberado.

## Representaciones
Se dio una representación en Schwetzingen en 1976 con Peter Maag. Se grabó en vivo y se lanzó por el sello MRF. Los solistas eran: Carson/Casula/Jerusalem/Frusoni/Stavrù/Luccardi/Tadeo-G (corresponde a: Leonora/Marcellina/Fernando/Florestano/Pizarro/Giacchino/Rocco). Dos años después (1978) Decca hizo una grabación de estudio, también con dirección de Maag: Koszut/Gruberová/van Kesteren/Jerusalem/Orth/Brendel/Tadeo-G con la Orquesta Sinfónica de la Radio Bávara. Era una grabación es estéreo y se lanzó en los Estados Unidos como London OSA 13133. El estreno británico fue ofrecido por la Bampton Classical Opera en 2008, en inglés.